# Циклічна база даних
Циклічна База Даних (англ. Round-robin Database, RRD) — база даних, в якій обсяг збережених даних не змінюється з часом, оскільки кількість записів залишається сталою, в процесі збереження інформації, записи використовуються циклічно, постійно підбиваються підсумки з старих записів, які в подальшому затираються новими. Як правило, використовується для зберігання інформації, яка перезаписується через рівні проміжки часу.